# Smyle
Smyle was van 1971 tot 1974 een Nederlandse band uit Den Haag en Voorburg. De band werd opgericht als Hoedown en de naam werd daarna veranderd in Smile waarmee het vernoemd werd naar de gele smiley. Onder invloed van The Byrds wijzigden ze de letter i naar een y, waarmee de band de uiteindelijke naam kreeg.
Twee singles van de band bereikten de Nederlandse hitlijsten. Hun eerste en grootste hit, It's gonna be alright, werd geschreven door George Kooymans van de Golden Earring.

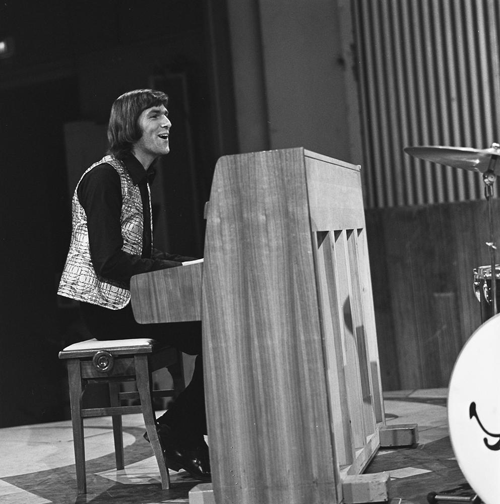
Bas Muys, 1973

De band specialiseerde zich in de sound van The Beatles, waarbij Bas Muys de zangpartijen van John Lennon voor zijn rekening nam. Ze coverden niet alleen die muziek, maar speelden ook hun eigen muziek in de Beatles-sound van circa 1965, in dit geval ingedeeld tot de Nederbiet. Ook coverden ze muziek van andere artiesten, zoals van The Rolling Stones en The Kinks.
De band kende meerdere wisselingen. Na de opheffing bleven verschillende bandleden muzikaal actief. Bas Muys werkte bijvoorbeeld nog mee aan de Beatles-imitatie van Jaap Eggermonts studioproject Stars on 45 dat in 1981 internationaal aansloeg.

## Singles
De band bracht geen eigen album uit. Wel verscheen hun werk op verzamelalbums, zoals op een late uitgave van jaren 70-muziek Clap your hands and stamp your feet (2009). Verder verschenen de volgende singles:
| Jaar | titel                        | Top 40 | Top 40 | Daverende Dertig | Daverende Dertig |
| Jaar | titel                        | piek   | weken  | piek             | weken            |
| ---- | ---------------------------- | ------ | ------ | ---------------- | ---------------- |
| 1972 | It's gonna be alright        | 9      | 7      | 7                | 8                |
| 1973 | The tandem                   | 12     | 5      | 13               | 5                |
| 1973 | Dream of me                  | -      | -      | -                | -                |
| 1974 | There's no reason to cry     | -      | -      | -                | -                |
| 1974 | Crazy lazy little Miss Daisy | -      | -      | -                | -                |

## Bezetting
De band bestond uit de volgende leden (inclusief de wisselingen):
- Zang, gitaar, toetsen: Bas Muys
- Gitaar: Mark Boon, Peter van der Vossen
- Zang, basgitaar: Frank van Oortmerssen
- Basgitaar: Ton van der Meer
- Drums: Art Bausch, Paul van der Vossen, Kees Meerman